# Blausandmaschine

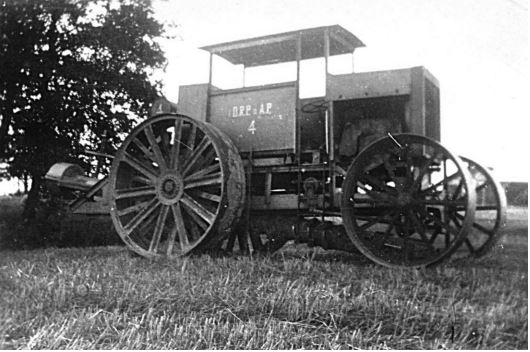
Blausandmaschine in Elpersbüttel, unter dem Gerät ist der Schneckenbohrer zu erkennen

Die Blausandmaschine, auch Jaegersche Blausandmaschine, war eine ähnlich einer Grabenfräse arbeitende Maschine zur Förderung von in ein bis zwei Meter Tiefe liegendem, kalkhaltigem Blausand (Mergel) an die Oberfläche und dessen Verteilung. Durch diese Technik wurden alte, schwere Marschböden aufgewertet, in der Hoffnung die Erträge von jungen Marschböden zu erreichen. Das Material wurde mittels Schneckenbohrer gefördert und als Dünger bis zu 20 Meter weit verteilt.
Bedingt durch die knappe Versorgung mit Kunstdünger und aufwändig zu transportierenden Mineraldüngern kam es in den 1920er Jahren zu dieser Erfindung. Bei Besandungsdicken von 4–5 cm wurden durchschnittlich Ertragssteigerungen von 38,7 % gemessen. Der Vorgänger der Maschine war die sogenannte Handwühlmelioration, also das Ausgraben des Mergels per Hand. Abgelöst wurde die Maschine durch kostengünstigere Kunst- und Mineraldünger etwa Ende der 1950er Jahre.
Die Geräte wurden u. a. in Friedrichswerk, westlich von Heide, (heute Firma Köster) instand gehalten. Angetrieben wurden die meisten von einem 100 PS starken Dieselmotor. Geschafft wurden etwa 4 Meter in der Minute und je Meter wurden 0,8 m³ Wühlerde gefördert.